# Liste des œuvres de Henry Vieuxtemps
Le violoniste et compositeur verviétois Henry Vieuxtemps est l'auteur de plus d'une centaine d'œuvres, avec une soixantaine de numéros d'opus. Les pièces de musique de chambre, majoritaires, côtoient des œuvres vocales et concertantes. 

## Classification sans numéro d'opus
Source : Henry Vieuxtemps 1820-1881, exposition virtuelle de la Bibliothèque royale de Belgique dédiée à Henry Vieuxtemps, 2012

### Œuvres inédites / perdues
- Quadrille « Le chant du coq », comp. 1828, dédié à François de Pouhon (1796-1872)[1], perdu ;
- Quadrille, comp. 1828, dédié à Mme Lejeune, perdu ;
- Quadrille, comp. 1828, dédié à Mme Dubois, perdu ;
- Air varié n° 1, perdu ;
- Air varié n° 5, autographe en collection privée ;
- Air varié n° 6 sur La Tirolienne [sic] de Guillaume Tell[2], sol mineur, comp. vers 1833, autographe de la réduction pour piano à la Bibliothèque royale de Belgique (ci-après "B-Br") : B-Br Mus.Ms.4735, autographe de la partie pour violon seul en collection privée ;
- Sérénade pour violon, mi majeur, comp. vers 1833[3], autographe de la partition pour violon et piano en collection privée ;
- Air varié n° 7, dédié à l'éditeur viennois Domenico Artaria (1775-1842) (de)[4] le 16.03.1834, partition manuscrite avec accompagnement de cordes à la Wienbibliothek : MHc-12198, réduction pour piano en collection privée ;
- Domine Deus in simplicitate : offertorium en mi majeur pour ténor, violon, chœur et orchestre, mi majeur, pour ténor, chœur et orchestre, dédié à Pierre Dethier[5], comp. 1837, partition d'orchestre autographe B-Bc 79504 ;
- Variations sur un thème de Ludovic [Halévy] de Heinrich Wilhelm Ernst, ré majeur, pour violon et orchestre symphonique, comp. avant 1836, 1ère exécution le 9 mars 1836 à La Haye par Vieuxtemps[6], parties autographes B-Br Mus. Ms. 4736 ;
- Étude pour alto, do mineur, pour alto et piano, comp. 1850, partition autographe B-Bc 5835 (?) ;
- La marche aux flambeaux ou la marche de Gala[7], mi bémol majeur, pour orchestre d'harmonie et percussions, comp. entre 1858 et 1860, partition d'orchestre autographe B-Br Mus. Ms. 4363 ;
- Irish airs, la majeur, pour violon et piano ou orchestre, 1ère exécution en 1857 pendant la tournée américaine de Vieuxtemps, parties d'orchestre autographes (incomplètes) en collection privée, partie de piano autographe B-Br Mus. Ms. 4737 ;
- La Fiancée de Messine[8], ut majeur, opéra en trois actes, livret d’Achille de Lauzières d’après Friedrich von Schiller, comp. entre 1865 et 1881, orchestration inachevée, exécutions : mai 1868 chez Vieuxtemps à Paris ; octobre 1898 à Bruxelles, manuscrit autographe des scènes 1-4 du 1er acte et des scènes 1-2 du 2e acte B-Br Mus. Ms. 4378 ;
- La Première nuit de Mai, fa majeur, pour chœur d'hommes, texte de Hyacinthe Kirsch, comp. 1869, dédié à la Société Royale de Chant de Verviers, 1ère exécution le 13 août 1869 à Verviers, partition autographe B-Br Mus. Ms. 4362 ;
- Venise, sol majeur, pour ténor et piano, texte de M. Van Hamelt, comp. 1869, 1ère exécution en 1878, collection privée ;
- Poème, la bémol majeur, pour piano, comp. 1880, collection privée ;
- Variations pour flûte, ré majeur, pour flûte et piano, comp. vers 1880, partition d'orchestre et réduction pour piano manuscrites & manuscrit autographe de l'orchestration de l'introduction, du thème et de la première variation B-Br Mus. Ms. 4742 ;
- La Marche de Rakoczi, pour violon et orchestre, comp. 1843, partition d'orchestre autographe B-Br Mus. Ms. 4372, 1ère éd. Suisse, Kunzelmann (OCT-10362 & 10362a)
- Ave Verum, fa mineur, pour ténor, orgue, violoncelle et contrebasse, partition autographe pour voix et orgue et parties de chant, de violoncelle et de contrebasse B-Br Mus. Ms. 1.333, esquisse autographe d'une variante du manuscrit Mus. Ms. 1333 pour alto et orgue : B-Br Mus. Ms. 4440 ;

### Œuvres publiées
- Air varié nr. 2, autographe en collection privée, 1ère éd. Suisse, Kunzelmann (GM-1977 & 1977a), 2022 : B-Br Mus. 25.651 C 1 & Mus. 25.651 C 2 ;
- Air varié nr. 3, pour violon et piano ou violon avec accompagnement de deux violons, alto et contrebasse, dédié au mécène Henry Génin, comp. probablement vers 1835, autographe de la partie pour violon et piano & parties autoghraphes pour deux violons, alto et contrebasse B-Br Mus. Ms. 4364, 1ère éd. Suisse, Kunzelmann (GM-1954 & 1954a) B-Br Mus. 25.430 C ;
- Le héros mourant, imitation d'un chant russe, pour piano et voix, paroles de J. F. Dobelin[9], création le 10.04.1836, annonce de l'édition imprimée le 11.04.1836, éd. La Haye, Van Lier Frères, 1836 B-Br Mus. 25.608 C 29 ;
- Duo brillant en forme de Fantaisie sur des airs hongrois concertants pour piano et violon, mi mineur, dédié à « Madame la Baronne Fery d'Orczy, née Comtesse de Pejacsevich »[10], comp. avec Ferenc Erkel, création le 26.02.1837 et premières représentations les 09.03 et 19.03.1837 à Pest, éd. 1838 Mayence et Anvers, B. Schott's Söhne (n° 5298), B-Br Mus. 1.856 C ;
- Fantaisie concertante sur des motifs de l'opéra Les Hugenots de Meyerbeer, mi majeur, pour piano et violon, dédiée à Adrien-François Servais, comp. 1837 avec Joseph Grégoir, éd. Mayence et Anvers, B. Schott's Söhne (n° 5039) B-Br Mus. 1.853 C ;
- Le papillon, mélodie, pour violon et piano, poème d'Alphonse de Lamartine, 1ère publ. 1842 dans La France Musicale ;

- Trois cadences pour le Concerto pour violon en ré majeur de Beethoven, 1ère version, comp. probablement en 1837 à Vienne, 1ère éd. Vienne, (Martin Wulfhorst) Doblinger (DM 1524) ;
- Variations sur un thème de Beethoven [Romance en sol majeur, op. 40], comp. avant juin 1837, création de la version pour violon solo à Berlin le 17.12.1837, orchestration complète le 29.03.1838 à Saint-Pétersbourg ;

1. Version pour violon seul : comp. avant l'été 1837, exécutions le 20.09.1837 à Leipzig et le 17.12.1837 à Berlin au Fanny Hensels Sonntagsmusik, page autographe manuscrite conservée au Stadtgeschichtliches Museum de Leipzig[11], manuscrit autographe conservé à la Morgan Library de New York : Fulton Deposit, carnet de dédicaces de Leopold Ganz (1806-1869) ; fol. 39r[12], 1ère éd. Suisse, Kunzelmann (OCT-10354 & 10354a) B-Br Mus. 25.515 B & Mus. 25.516 B
2. Version pour violon et piano : autographe n° 1 B-Br Mus. Ms. 4738-2, autographe n° 2 en collection privée, 1ère éd. Suisse, Kunzelmann (OCT-10354a)
3. Version pour violon et orchestre : achevée le 29.03.1838 à Saint-Pétersbourg, manuscrit autographe incomplet en collection privée, 1ère éd. Suisse, Kunzelmann (OCT-10354)

- Duo sur Les Hugenots de Meyerbeer, la majeur, pour violon et violoncelle ou sextuor à clavier, comp. avec Adrien-François Servais en 1839, parties autographes pour premier et second violon, violoncelle et contrebasse & copies manuscrites des parties pour alto et piano B-Br Mus. Ms. 4371, éd. Mayence, B. Schott's Söhne, 1855 (n° 13712) ;
- Transcription de Lucile de Grétry, la majeur, pour alto et piano, comp. 1861, 1ère exécution 28 décembre 1861 à Anvers par Vieuxtemps, éd. Mayence, B. Schott's Söhne, [s.d.] ;
- Transcription de Halka, romance de Moniuszko, la mineur, pour alto et piano, comp. 1862, 1ère exécution décembre 1862 à Paris, salle Herz, par Vieuxtemps, éd. Mayence, B. Schott's Söhne, [s.d.] ;
- Trois révisions pour doigtés et coups d'archet, pour violon seul, comp. entre 1868 et 1870, éd. Mayence, B. Schott's Söhne, [s.d.] ;

1. 36 études ou caprice de Fiorillo
2. 42 études ou caprice de Kreutzer
3. 24 études ou caprice de Rode

- Fantaisie sur Faust de Gounod, ré mineur, pour violon et piano, comp. 1869, 1ère exécution avril 1869 à Manchester, par Vieuxtemps, partition autographe pour violon et piano B-Br Mus. Ms. 4350, éd. Paris, Choudens, 1869, partition pour violon et piano et partie de violon B-Br Mus. 1.854 C ;
- Trio concertant sur L'Africaine de Meyerbeer, la majeur, pour violon, violoncelle et piano, comp. 1878, 1ère exécution 16 avril 1878 chez Vieuxtemps à Paris, par Vieuxtemps, Joseph Hollman et Landowski, copie manuscrite de la partition pour violon, violoncelle et piano et des parties pour violon et violoncelle, quelques pages autographes B-Br Mus. Ms. 4359, éd. Milan, F. Lucca, [s.d.] B-Br Mus. 25.608 C 31 ;
- Arrangement sur Le trille du diable de Tartini, sol mineur, pour violon et piano ou trio à cordes, comp. après 1878, éd. Mayence, B. Schott's Söhne, [s.d.] ;
- Chansons russes, ut majeur, pour violon et piano, éd. Mayence, B. Schott's Söhne, [s.d.] ;
- Cinq mélodies, pour voix de femmes et piano, éd. Paris, Chappell, 1976 ;

1. Mélancolie en sol majeur (texte d’Eichendorf)
2. Toi en la majeur (texte de Flachsland)
3. Décision en la bémol majeur (texte d’Uhland)
4. Les angelots et les cigognes en ré majeur (texte d’Eichendorf)
5. La mort du meunier en si mineur (texte de Kerner)

- Duo sur Paul et Virginie de Victor Massé, avec Désiré Magnus (1828-1884), la mineur, pour violon et piano, dédié à Alix Massé, fils de Victor Massé, copie manuscrite de la partition pour violon et piano B-Br Mus. Ms. 4360, éd. Mayence, B. Schott's Söhne, [s.d.] ;
- Duo sur Raymond de Thomas, avec Edward Wolff, mi bémol majeur, pour violon et piano, éd. Mayence, B. Schott's Söhne, 1852 ;
- Fantaisie sur Lucia di Lammermoor de Donizetti, ré majeur, pour violon et piano, éd. Mayence, B. Schott's Söhne, [s.d.] ;
- Transcription de La nuit de Félicien David [fragment du Désert], mi bémol majeur, pour alto et piano, éd. Mayence, B. Schott's Söhne, [s.d.] ;
- Transcription du Larghetto du Quintette avec clarinette KV 581 de Mozart, la majeur, pour alto et piano, éd. Mayence, B. Schott's Söhne, [s.d.] ;
- Trois fantaisies, pour violon et piano, éd. Mayence, B. Schott's Söhne, [s.d.]

1. Orfeo ed Euridice de Gluck en ut mineur
2. Le nozze di Figaro de Mozart en ré majeur
3. Preciosa de Weber en la majeur

- Marche funèbre : adieux adressés à un grand homme, partition autographe pour quatuor à cordes B-Br Mus. Ms. 4370, 1ère éd. Suisse, Kunzelmann (OCT-1966), 2021 B-Br Mus. 25.521 B ;

## Classification avec numéro d'opus

### Œuvres inédites / perdues
- Variations brillantes sur un thème de l'opéra La Muette de Portici d'Auber, op. 1, la majeur, pour violon et piano, comp. durant l'été 1833 avec Adolf Gutmann, parties autographes pour violon et piano B-Br Mus. Ms. 4365
- Concerto pour violon, op. 7[13], si mineur, pour violon et orchestre ou piano, comp. 1836-1837, 1ère exécution le 27.04.1837 à la Redoutensaal de Vienne[14], manuscrit autographe de la réduction pour piano et parties séparées (sauf le violon seul) B-Br Mus. Ms. 4743 ;
- L'assaut, scène militaire, op. 50, mi bémol majeur, pour piano à quatre mains, comp. 1880, dédié au "Général Osmont" (Auguste Adolphe Osmont ?), partition autographe B-Br Mus. Ms. 4361 ;

### Œuvres publiées
- Variations sur un thème de Norma de Bellini, op. 2, pour violon et piano ou orchestre, comp. 1834, partition d'orchestre autographe B-Br Mus. Ms. 4738/1, partitions autographes du violon seul et des parties d'orchestre en collection privée, 1ère éd. Suisse, Kunzelmann (OCT-10353 & 10353a), 2021 : B-Br Mus. 25.517 B & Mus. 25.518 B ;
- Air varié n° 4, op. 4, pour violon et clavier ou orchestre, dédié à Léonard-Joseph Ledoux-Dejonc, 1ère éd. Suisse, Kunzelmann (GM-1977 & 1977a), 2022 : B-Br Mus. 25.651 C 1 & Mus. 25.651 C 2 ;
- Concerto pour violon, op. 5, mi majeur, pour violon et orchestre ou piano, 1ère éd. Suisse, Kunzelmann (OCT-10364 & 10364a), 2022 ;
- Air varié sur un thème du Pirate de Bellini, op. 6, ré majeur, pour violon et piano ou orchestre, dédié au comte Thadée Amadé de Várkony, chambellan de l’Empereur, comp. 1836, création en décembre 1836 à Vienne, autographe de la version préparatoire de la partie de piano B-Br Mus. Ms. 4341, manuscrit de la partition d'orchestre et de la partie de piano en collection privée, éd. Vienne, Artaria & Co., 1840 : B-Br Mus. 1.852 C ;
- Trois romances sans paroles, op. 7, pour violon et piano, comp. 1844 ou 1845, 1ère édition Paris, Troupenas, 1846 (n° 1862)[15], éd. Leipzig, Bosworth & Co., B-Br Mus. 6.117 B ;
- Quatre romances sans paroles, op. 8, pour violon et piano, comp. avant 1840, partition autographe d'Innocence (romance n° 2) B-Br Mus. Ms. 4740, éd. Leipzig, Bosworth & Co. B-Br Mus. 6.117 B ;
- Souvenir d'amitié : Romance pour le violon avec accompagnement de piano, op. 8 bis, fa dièse mineur, pour violon et piano, comp. 1835, éd. ca 1868 Leipzig, J. Schuberth & Co., partition pour violon et piano et partie de violon B-Br Mus. 14.299 C ;
- Hommage à Paganini : caprice sur des thèmes du célèbre Maestro, op. 9, la majeur, pour violon et piano ou orchestre, 1ère édition Paris, Troupenas, 1846, éd. Mayence, B. Schott's Söhne, 1852, B-Br Mus. 25.608 C 15 & B-Br Mus. 25.608 C 16 (parties d'orchestre) ;
- Fantaisie La Sentimentale, op. 9b, mi majeur, pour violon et orchestre ou piano, 1ère exécution le 17.11.1838 au Théâtre d'Anvers[16], partition d'orchestre avec réduction piano autrographe B-Br Mus. Ms. 392, 1ère éd. Suisse, Kunzelmann (OCT-10350 & 10350a) B-Br Mus. 426 C & B-Br Mus. 427 C;
- Grand concerto pour violon, op. 10, mi majeur, pour violon et orchestre ou piano, comp. entre 1838 et 1840, création en mars 1840 à Saint-Pétersbourg par Vieuxtemps, partition autographe pour violon et piano B-Br Mus. Ms. 4342, 1ère édition Paris, Troupenas, 1841 (n° T 1017), éd. Mayence, B. Schott's Söhne, 1842, B-Br Mus. 2.981 C ;
- Fantaisie-caprice, op. 11, la majeur, pour violon et piano ou orchestre, dédiée à Jean-Théodore Radoux et Charles de Bériot, création en mars 1840 à Saint-Pétersbourg par Vieuxtemps, partition d'orchestre autographe Morgan Library V.671.F216, partition d'alto autographe B-Br Mus. Ms. 4983, 1ère édition Paris, Troupenas, 1842 (n° T 1074), éd. Mayence, B. Schott's Söhne, 1842, B-Br Mus. 1.846 C ;
- Grande sonate concertante, op. 12, ré majeur, pour violon et piano, comp. avant 1843, dédié à Edouard Wolff (1816-1880), éd. Milan, Giovanni Ricordi, 1843 (n° 15732)

1. Allegro assai
2. Scherzo
3. Largo ma non troppo
4. Rondo

- Duo concertant sur Le Duc d'Ollone d'Auber, op. 13, ré majeur, pour violon et piano, comp. avant 1843 avec Edouard Wolff, éd. Mayence, B. Schott's Söhne, [s.d.] ;
- Duo concertant sur Obéron de Weber, op. 14, mi majeur, pour violon et piano, comp. avant 1843 avec Edouard Wolff, éd. Mayence, B. Schott's Söhne, [s.d.] ;
- Les arpèges, caprice pour le violon, op. 15, ré majeur, pour violon et piano ou orchestre, avec violoncelle obligé, comp. avant 1843, partition conductrice autographe en collection privée, partition d'orchestre autographe B-Br Mus. Ms. 4343/2, copie manuscrite des parties d'orchestre B-Br Mus. Ms. 4352, éd. Vienne, Artaria & Co., [s.d.] ;
- Six études de concert, op. 16, pour violon et piano ou violon seul, comp. avant 1843, éd. Paris, E. Troupenas & Cie, [s.d.] - partition pour violon seul B-Br Mus. 7.260 C ;

1. Allegro moderato en sol mineur
2. Moderato en sol majeur
3. Allegretto en ré majeur
4. Allegro ma non troppo en mi bémol majeur
5. Adagio, non troppo en ut majeur
6. Adagio en mi majeur

- Yankee Doodle, Souvenir d'Amérique, op. 17, la majeur, pour violon et piano ou quatuor à cordes, comp. 1843, 1ère exécution en décembre 1843 par Vieuxtemps durant sa tournée aux États-Unis, éd. Leipzig, C. F. Peters, [s.d.] - partition pour violon et piano et partie de violon B-Br Mus. 777 C I, 7 ; II, 8 ;
- Norma, fantaisie sur la quatrième corde, op. 18, fa majeur, pour violon et piano ou orchestre, comp. 1844, dédié à Henry Genin, 1ère exécution en décembre 1844 à Bruxelles au Théâtre de la Monnaie par Vieuxtemps, partition d'orchestre autographe B-Br Mus. Ms. 4343/1, éd. Leipzig, Schuberth & Co., 1845 - partition pour violon et piano et partie de violon B-Br Mus. 14.795 C ;
- Deuxième grand concerto pour violon, op. 19, fa dièse mineur, pour violon et orchestre ou piano, dédié à P. de Bremacker, comp. 1835-36, 1ère exécution en octobre 1837 à Dresde, par Vieuxtemps, éd. Leipzig, C.F. Peters, [s.d.] - partition pour violon et piano B-Br Mus. 770 C ;

1. Allegro
2. Andante
3. Rondo : Allegro

- Duo concertant sur Don Juan de Mozart, op. 20, ré majeur, pour violon et piano, comp. avec Edouard Wolff, éd. Berlin, Adolf Martin Schlesinger [s.d.] - partition pour violon et piano et partie de violon B-Br Mus. 14.174 C ;
- Souvenirs de Russie, fantaisie, op. 21, ré majeur, pour violon et orchestre ou piano, dédié à B. Rubens, éd. Leipzig, Kirstner, [1846] - partition pour violon et piano et partie de violon B-Br Mus. 13.493 C ;
- Six morceaux de salon, op. 22, pour violon et piano ou orchestre, comp. 1846, partition d’orchestre autographe de Tarantella B-Br Mus. Ms. 4366, éd. Paris, C. Joubert, [s.d.] - Rêverie - piano-conducteur et parties d’orchestre B-Br Mus. 11.901 C & Berlin, Bote & G. Bock - Souvenir de Bosphore, Tarantelle, L’orage - partition pour violon et piano et partie de violon B-Br Mus. 776 C ;

1. Premier morceau brillant de salon en la  mineur - dédié au comte Ferdinand Troyer (1780-1851) - Extrait sonore
2. Air varié en ré mineur - dédié à Serge Wolkoff
3. Rêverie en ut mineur - dédié au comte Grégoire Strogonoff
4. Souvenir du Bosphore en ré majeur - dédié à Madame de Titoff
5. Tarantelle en la majeur
6. L’orage en sol mineur

- Deux grands duos concertants, op. 23, mi mineur, pour violon et piano, comp. avec Theodor Kullak, éd. Mayence, B. Schott's Söhne, [s.d.] ;

1. Grande fantaisie sur l’opéra L’étoile du nord de G. Meyerbeer
2. Grand duo brillant sur des thèmes de l’opéra Ein Feldlager in Schlesien ou Vielka de G. Meyerbeer

- Six morceaux sur des thèmes russes ou divertissements d’amateurs, op. 24, pour violon et piano, éd. Mayence, B. Schott’s Söhne, [s.d.] ;

1. Air en mi mineur
2. Le rossignol en sol mineur
3. Air en la majeur
4. Air en si mineur
5. Air en ré majeur
6. Air en la mineur

- Troisième grand concerto pour violon, op. 25, la majeur, pour violon et orchestre ou piano, comp. 1844, dédié à Guillaume II des Pays-Bas, 1ère exécution en décembre 1844  au Théâtre de la Monnaie à Bruxelles par Vieuxtemps, éd. Paris, E. Troupenas et Cie, 1847 - partition pour violon et piano et partie de violon B-Br Mus. 1.848 C ;

1. Allegro
2. Adagio
3. Rondo : Allegretto

- Fantaisie concertante sur Le Prophète de Meyerbeer, op. 26, ré majeur, pour violon et piano, comp. avec Anton Rubinstein, éd. Mayence, B. Schott’s Söhne, [s.d.] ;
- Fantaisie slave, op. 27, ut majeur, pour violon et piano ou orchestre, copie manuscrite des parties pour cordes B-Br Mus. Ms. 4353, éd. Mayence, B. Schott’s Söhne, [s.d.] ;
- Andante (ou Introduction) et Rondo, op. 28, mi majeur, pour violon et piano ou orchestre, comp. 1850, copies manuscrites (dont des autographes) des parties d’orchestre B-Br Mus. Ms. 4344/1-2, éd. Leipzig, J. Schuberth & Co., 1853 ;
- Trois fantaisies sur des opéras de Verdi, op. 29, pour violon et piano, éd. Mayence, B. Schott’s Söhne, [s.d.] ;

1. I Lombardi, la mineur
2. Ernani, mi majeur
3. Luisa Miller, sol mineur

- Élégie, op. 30, fa mineur, pour alto ou violoncelle (retravaillé plus tard pour violon et piano), dédié au comte Mateusz Wielhorski (1794-1866), 1ère exécution  le 1er mars 1848 à Saint-Pétersbourg par Vieuxtemps, éd. Offenbach sur Mayence, Jean André ; Londres, Augener & Co ; Milan, Th. Längner, [1854], partition pour alto et piano et partie pour violoncelle B-Br Mus. Ms. 395/4 ;
- Quatrième grand concerto pour violon, op. 31, ré mineur, pour violon et orchestre ou piano, comp. 1850, dédié à Frédéric-Guillaume IV de Prusse, 1ère exécution en décembre 1851 à Paris par Vieuxtemps, copie manuscrite de la partition d'orchestre et des parties pour cordes B-Br Mus. Ms. 4351, éd. Leipzig, Jean André, [s.d.], partition pour violon et piano et partie de violon B-Br Mus. 771 C ;

1. Andante - moderato
2. Andante religioso
3. Scherzo : Vivace
4. Finale marziale : Andante - Allegro

- Trois morceaux de salon, op. 32, pour violon et piano, partition d’orchestre autographe de La chasse B-Br Mus. Ms. 4367, éd. Paris, Ph. Maquet & Cie, [s.d.] - Souvenir de Beauchamps : partition pour violon et piano et partie de violon B-Br Mus. 775 C ; New York, G. Schirmer, 1909 - Rondino : partition pour violon et piano et partie de violon B-Br Mus. 777 C I, 9 ; II, 7 ;

1. Souvenir de Beauchamps en la mineur
2. Rondino en mi majeur
3. La chasse en mi bémol majeur

- Bouquet américain, op. 33, pour violon et piano, comp. 1858, 1ère exécution le 25 novembre 1858 à Paris, Salle Beethoven, par Vieuxtemps, parties autographes pour cordes de Saint Patrick's day B-Br Mus. Ms. 4345, partition autrographe et copie manuscrite des parties d'orchestre de l'arrangement pour orchestre d'Arkansas traveller B-Br Mus. Ms. 4368, éd. Leipzig, J. Schuberth & Co., [s.d.] ;

1. O Willie, We have missed you, sol majeur, dédié à Stephan (?)
2. Saint Patrick's day, la majeur, dédié à son ami August Artaria (1807-1893)
3. Days of absence, mi majeur, dédié à son élève Isaac Poznanski (1840-1896)
4. Garry Owen, la majeur
5. Last rose of summer, fa majeur
6. Arkansas traveller, ré majeur

- Trois Märchen ou contes, op. 34, si bémol majeur, pour violon et piano, comp. 1858, 1ère exécution le 25 novembre 1858 à Paris, Salle Beethoven, par Vieuxtemps, éd. Mayence, B. Schott's Söhne, [s.d.] ;
- Fantasia appassionata, op. 35, sol mineur, pour violon et piano ou orchestre, comp. 1858, 1re exécution le 25 novembre 1858 à Paris, Salle Beethoven, par Vieuxtemps, éd. Leipzig, C. F. Peeters, [s.d.] - partition pour violon et piano et partie de violon B-Br Mus. 777 C I, 5, éd. Leipzig, J. Schuberth & Co., 1860 - partition et parties d'orchestre B-Br Mus. 1.083 C ;
- Sonate, op. 36, si bémol majeur, pour alto ou violoncelle et piano, comp. 1860, 1ère exécution le 21 janvier 1861 à Londres pendant les Monday Popular Concerts, par Vieuxtemps et Arabella Goddard, éd. Leipzig, J. Schuberth & Co., 1863 - partition pour alto et piano et partie de violoncelle contenant une dédicace autographe à son ami violoncelliste Joseph Van der Heyden B-Br Mus. Ms. 395/2 ;

1. Maestoto : Allegro
2. Barcarolla : Andante con moto
3. Finale scherzando : Allegretto

- Cinquième grand concerto pour violon "Le Grétry", op. 37, la mineur, pour violon et orchestre ou piano, comp. 1858-1860, 1ère exécution de la version pour violon et piano le 2 juin 1861 à Bruxelles par Vieuxtemps et Joséphine Eder, 1ère exécution de la version pour orchestre le 24 septembre 1861 à Bruxelles par Vieuxtemps, partition d'orchestre autographe B-Br Mus. Ms. 4346, éd. Berlin, Bote & G. Bock, 1861 - parties d'orchestre B-Br Mus. 1.082 C ;

1. Allegro non troppo
2. Adagio
3. Allegro con fuoco

- Balade et polonaise, op. 38, sol mineur, pour violon et piano ou orchestre, comp. 1862, dédié à Désiré Le Jeune (nl), 1ère exécution en décembre 1862 à Paris, Salle Herz, par Vieuxtemps, partition autographe pour violon et orchestre B-Br Mus. Ms. 4347, éd. Leipzig, J. Schuberth & Co., [1862] - réduction pour piano et partie de violon avec dédicace autographe à Désiré Le Jeune B-Br Mus. 1.843 C ;
- Duo brillant, op. 39, la majeur, pour violon, violoncelle et piano ou orchestre, partition autographe pour violon, violoncelle et piano B-Br Mus. Ms. 4348/1, copie manuscrite de la partition et des parties d'orchestre B-Br Mus. Ms. 4348/2 ;
- Feuilles d'album, op. 40, éd. Leipzig, Bosworth & Co., [s.d.] - partition pour violon et piano et partie de violon B-Br Mus. 6.117 B ;

1. Romance en fa majeur
2. Regrets en si mineur
3. Bohémienne en ré mineur

- Ouverture et hymne national belge, op. 41, ut mineur, pour orchestre et chœur, comp. 1864, 1ère exécution le 26 septembre 1864 à Bruxelles, parties d'orchestre autographes en collection privée, partition autographe pour piano à 4 mains B-Br Mus. Ms. 387, éd. Mainz, B. Schott's Söhne, [s.d.] ;
- Old England, caprice sur des airs anglais du XVIe et XVIIe siècles, op. 42, sol majeur, pour violon et piano ou orchestre, comp. vers 1865, éd. Mayence, B. Schott's Söhne, [s.d.] ;
- Suite, op. 43, ré majeur, pour violon et piano ou orchestre, comp. 1870, dédié à la princesse Marie de Caraman-Chimay (1834-1884), née Montesquiou-Fezensac, 1ère exécution le 6 mai 1870 à Paris, Salons Pleyel, par Vieuxtemps, partition autographe pour violon et piano conservée au Conservatoire San Pietro a Majella de Naples (15.8.7 (31)), partition autographe et copie manuscrite des parties d'orchestre de l'Air et de la Gavotte B-Br Mus. Ms. 4369, éd. Leipzig, C. F. Peters, [s.d.] - partition pour violon et piano et partie de violon B-Br Mus. 777 C I, 8 ; II, 5 ;

1. Preludio
2. Minuetto
3. Aria (ou Air)
4. Gavotta (ou Gavotte)

- Premier quatuor, op. 44, mi mineur, pour quatuor à cordes, comp. 1869, dédié à [Charles ?] de Rémusat, 1ère exécution le 6 avril 1869 à Londres, éd. Leipzig, J. Schuberth & Co., [s.d.] ;
- Voix intimes, six pensées mélodiques, op. 45, pour violon et piano, comp. 1875, dédié à Mathilde Lejeune (Adame Léon Van Hemelrijck), 1ère exécution le 8 novembre 1875 chez Vieuxtemps à Paris par Guido Papini, éd. Mayence, B. Schott's Söhne, [s.d.] B-Br Mus. 1.855 C ;

1. Douleurs en ut dièse mineur
2. Espoir en la bémol majeur
3. Foi en ré bémol majeur
4. Déception en fa mineur
5. Sérénité en mi majeur
6. Contemplation en si majeur

- Premier grand concerto pour violoncelle, op. 46, la mineur, pour violoncelles et orchestre ou piano, comp. 1875-1876, dédié à Guillaume III des Pays-Bas, 1ère exécution en mars 1876 chez Vieuxtemps à Paris par Joseph Servais, éd. Mayence, B. Schott's Söhne, [1878] - réduction pour piano et partie de violoncelle B-Br Mus. 1.849 C ;

1. Allegro moderato
2. Andante
3. Finale : Allegro

### Opus posthumes
- Sixième grand concerto pour violon, op. 47, sol majeur, pour violon et orchestre ou piano, comp. 1878-1881, dédié à Wilma Norman-Neruda (1838-1911), orchestration par Benjamin Godard après la mort de Henry Vieuxtemps, 1ère exécution en janvier 1882 à Manchester par Wilma Norman-Neruda, éd. Paris, Brandus & Cie, [s.d.] ;

1. Allegro moderato
2. Pastorale : Andante con moto
3. Intermezzo siciliano
4. Rondo final : Allegretto

- Trente-six études, op. 48, 36 tonalités différentes, pour violon seul ou violon et piano, comp. 1879-1881, carnet d'esquisses autographes B-Br Mus. Ms. 4349, copie manuscrite de la partition pour violon et piano des études 14 à 30 B-Br Mus. Ms. 4357, éd. Budapest, Editio Musica, 1971, 32 études für Violine, arr. par Jenő Hubay [7C 1.558/02] ;
- Septième grand concerto pour violon, op. 49, la mineur, pour violon et orchestre, comp. 1879-1881, dédié à et orchestré par Jenő Hubay, éd. Paris, Brandus & Cie, [s.d.] ;

1. Moderato
2. Mélancolie
3. Allegro vivo

- Deuxième grand concerto pour violoncelle, op. 50, si mineur, pour violoncelle et orchestre ou piano, comp. 1877-1881, dédié à Joseph Servais, partition autographe pour violoncelle et piano et partie autographe de violoncelle (Adagio uniquement) B-Br Mus. Ms. 396, éd. Paris, Brandus & Cie, [s.d.] ;

1. Allegro
2. Adagio
3. Finale : Allegretto con moto

- Deuxième quatuor, op. 51, ut majeur, pour quatuor à cordes, comp. 1871, 1ère exécution le 13 février 1875 à Paris par Wieniawski, Davidov, Godard et Delsart, copie manuscrite des parties séparées B-Br Mus. Ms. 4354 ;
- Troisième quatuor, op. 52, si bémol majeur, pour quatuor à cordes, comp. 1876, 1ère exécution le 8 avril 1876 à Paris au Cercle littéraire et artistique par Marsick, Viardot, Van Waefelghem et Fischer ;
- Voies du cœur, op. 53, pour violon et piano, comp. 1880, copie manuscrite de la partition pour violon et piano B-Br Mus. Ms. 4355, éd. sous le titre de Voix du cœur : Mayence, B. Schott's Söhne, [s.d.] ;

1. Rêve en mi bémol majeur
2. Souvenir en mi bémol majeur
3. Tendresse en mi bémol majeur
4. Décision en mi mineur
5. Pourquoi ? en si majeur
6. Thème et variation en fa majeur
7. Interrogation en ré majeur
8. Barcarolle en la majeur
9. Lento en fa majeur

- Trois fantaisies brillantes, op. 54, pour violon et piano, orchestré par Benjamin Godard, partition manuscrite pour violon et piano de Saltarelle B-Br Mus. Ms. 4356, éd. Paris, Brandus & Cie, [s.d.] - partition d'orchestre et parties de Saltarelle B-Br Mus. 11.902 C ;

1. Saltarelle en la mineur - dédiée à Benjamin Godard
2. Sérénade en mi majeur
3. Pochade américaine en sol majeur

- Six morceaux pour violon seul suivi d'un Capriccio pour alto seul, op. 55, pour violon ou alto seul, comp. 1876, 1ère exécution en mars 1876 chez Vieuxtemps à Paris, par Henryk Wieniawski, éd. Paris, Brandus & Cie, [s.d.] ;

1. Andante en ut majeur
2. Moderato en ut majeur
3. Prélude en ré mineur - dédié à Léon Reynier
4. Tempo di Minuetto en ré majeur
5. Andante en si bémol majeur
6. Introduction et fugue en ut mineur
7. Capriccio « Hommage à Paganini » en ut mineur

- Greeting to America, op. 56, mi majeur, pour violon et piano ou orchestre, comp. 1870, 1ère exécution en septembre 1870 à New York, par Vieuxtemps, 1ère éd. Paris, Brandus & Cie, 1882 (B. & Cie 12.881) ;
- Impressions et réminiscences de Pologne, op. 57, mi majeur, pour violon et piano, comp. 1877-1881, dédié à son beau-fils et docteur Édouard Landowski, partie de piano revue en 1882 par Lucien Vieuxtemps, 1ère éd. Paris, Brandus & Cie, 1882 (B. & Cie. 12.813)[17] ;

- Marche funèbre, op. 58, ut mineur, pour violon et piano, comp. 1880, éd. Paris, Brandus, 1882, partition manuscrite de l'arrangement pour orchestre à vent par Louis Kéfer B-Br Mus. Mus. 131 ;
- Allegro de concert [huitième concerto], op. 59, si mineur, pour violon et orchestre ou piano, dédié à Eugène Ysaÿe, comp. 1880-81, copie manuscrite de la partition pour violon et piano (1er mouvement) B-Br Mus. Ms. 4358, éd. Paris, Brandus & Cie, [s.d.] - partition pour violon et piano B-Br Mus. 767 C, 1ère éd. partition d'orchestre Suisse, Kunzelmann (OCT-10351 & 10351a), 2020 B-Br Mus. 25.431 C ;
- Allegro et scherzo [sonate inachevée], op. 60, si bémol majeur, pour alto et piano, comp. 1878, esquisses autographes de la partition pour alto et piano B-Br Mus. Ms. 4440, éd. Paris, Brandus & Cie, [1882] ;
- Divertissement, op. 61, mi majeur, pour violon seul, dédié à Lambert Massart (1811-1892), éd. Mayence, B. Schott's Söhne, [s.d.]

## Henry Vieuxtemps à la Bibliothèque royale de Belgique
La Bibliothèque royale de Belgique (KBR) est aujourd'hui le plus important lieu de conservation de sources relatives à Vieuxtemps. Grâce à la Fondation Roi Baudouin ont été notamment acquis, en 2011 et 2012, plus d'une trentaine de manuscrits musicaux, confiés ensuite à la section de la Musique. Cet ensemble musical est venu compléter une déjà riche documentation, comprenant des lettres, des manuscrits autographes ainsi qu'un carnet de dédicaces renfermant notamment un autographe musical de Joseph Haydn. La plupart de ces sources sont numérisées et accessibles en ligne.

### Articles
- Barbara Bong, « La Fiancée de Messine : un opéra inédit d'Henry Vieuxtemps », Revue de la Société liégeoise de Musicologie [En ligne], n° 37-38, 2018-2019, pp. 7-44.
- Marie Cornaz, « Henry Vieuxtemps. Sur les traces d'un jeune violoniste virtuose », In Monte Artium, n° 1, 2008, pp. 57-72.
- Marie Cornaz, « The Discovery of Joseph Haydn's Original Manuscript of the Pieces Hob. XIX:1 and Hob. XIX:2 », Haydn-Studien, X, 2010, pp. 17-24.
- Alain Lallemand, « Henry Vieuxtemps, toujours vivant grâce à la KBR », Le Soir, 4 février 2022.

### Ouvrages
- Théodore Juste, Œuvres complètes de François de Pouhon, précédées d'une notice sur la vie de l'auteur et ses écrits, Bruxelles, Fr. Gobbaerts, imprimeur du roi, successeur d'Emm. Devroye, 1873.
- Jean-Théodore Radoux, Vieuxtemps : sa vie, ses œuvres, Liège, Aug. Bénard, Imprimeur-éditeur, 1891.